# Partido dos Trabalhadores do Curdistão
O Partido dos Trabalhadores do Curdistão (em curdo:  پارتی کار کهرانی کوردستان, transl. Parti Karkerani Kurdistan, ou Partiya Karkerên Kurdistan), vulgarmente conhecido como PKK, também conhecido como KGK e anteriormente conhecido como KADEK ou Kongra-Gel, é uma organização política curda que de 1984 até 2025 se engajou em uma luta armada contra o estado turco, por um Curdistão autônomo e mais direitos culturais e políticos para os curdos na Turquia. O grupo foi fundado em 27 de novembro de 1978 e foi liderado por Abdullah Öcalan. A ideologia do PKK foi originalmente uma fusão do socialismo revolucionário e do nacionalismo curdo - embora desde a sua prisão, Öcalan tenha abandonado o marxismo ortodoxo e elaborado o que ele chamou de confederalismo democrático. Atualmente o grupo está em processo de dissolução desde 12 de maio de 2025, quando anunciou o fim dos mais de 40 anos de luta armada contra o Estado Turco e a dissolução de sua organização.
De acordo com os números oficiais, a guerra aberta entre o PKK e o Estado turco teria causado pelo menos 40.000 mortes de 1984 à 2015, em sua maioria combatentes do PKK e civis. Durante esse período, grande parte do Curdistão turco foi devastada pela estratégia de “terra arrasada” empregada pelo exército turco. Em 1998 após ser expulso do Vale do Beqa, local em que o grupo se manteve estabelecido desde 1978, pelo governo sírio pressionado por Ancara, o PKK transferiu suas bases para o Curdistão iraquiano.
O PKK é listado como uma organização terrorista internacional por diversos países e organizações, incluindo os Estados Unidos, Turquia e União Europeia. A Turquia, em particular, rotula a organização como uma organização étnica separatista, que usa o terrorismo e a ameaça da força contra civis e alvos militares, com a finalidade de alcançar os seus objetivos políticos.
A sede do PKK se localiza nas cadeias montanhosas de Qandil, parte da cordilheira de Zagros, no Iraque. O grupo e outras facções armadas controlam uma área de aproximadamente 50 km², que tem sido esporadicamente bombardeada pela Força Aérea Turca. O Partido da Vida Livre do Curdistão (PJAK), aliado do PKK, também tem sede em Qandil, o que lhes permite se infiltrar no Irã.

## História

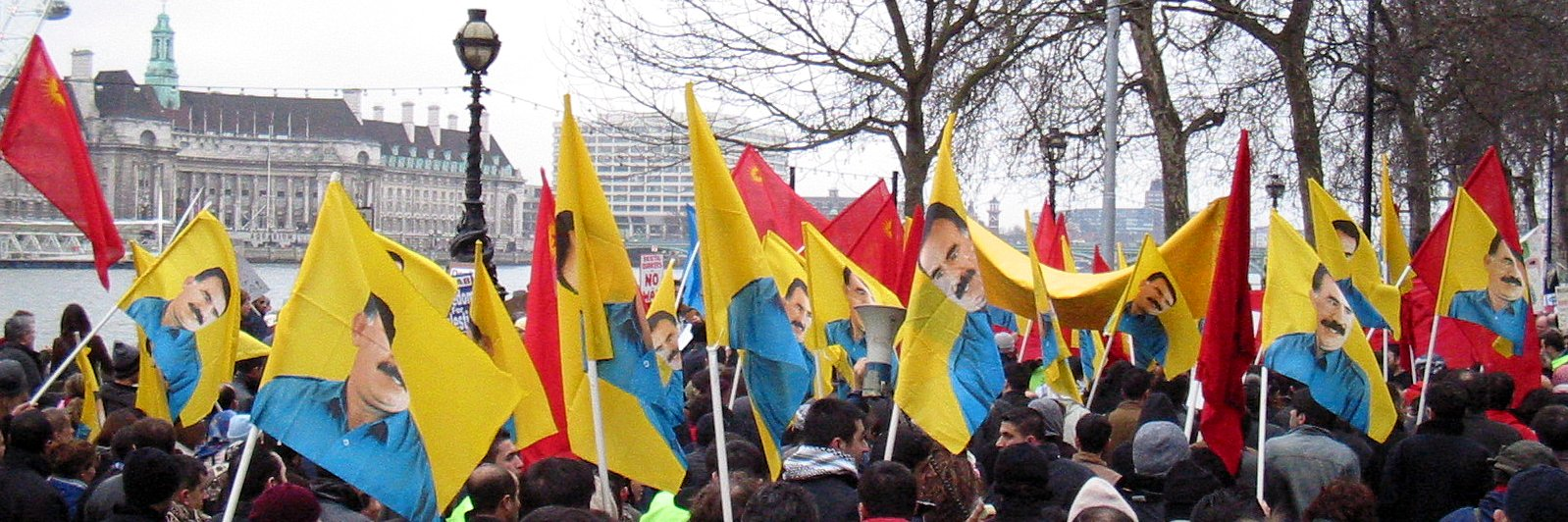
Protesto anti-guerra de colaboradores do PKK, em 15 de fevereiro de 2003 em Londres.

Durante as décadas de 1960 e 1970, a Turquia passou por grandes transformações sociais que contribuíram para o surgimento e radicalização de diversos grupos nacionalistas curdos. Entre esses grupos estava o Partido dos Trabalhadores do Curdistão (PKK), fundado formalmente por Abdullah Öcalan no final de 1978. O PKK surgiu como uma organização marxista-leninista dedicada à criação de um Curdistão independente. Desde o início, o grupo se diferenciou pela sua composição social, que incluía principalmente membros das classes sociais mais baixas, e pelo seu radicalismo. A violência foi adotada como uma das principais ferramentas de dissuasão do PKK, e o grupo curdo não se limitou em apenas utilizar a força contra o governo turco, mas também contra curdos que fossem considerados colaboradores com os turcos e contra outras organizações curdas rivais.

### Diáspora, Reorganização e Insurgência
Em 1979, Abdullah Öcalan fugiu da Turquia para a Síria, onde começou a estabelecer conexões com organizações militantes palestinas, sírias e curdas. Essas conexões, após a diáspora de 80, foram importantes para o treinamento e consolidação de militantes do PKK no exterior. O golpe militar de 1980 na Turquia forçou muitos membros do PKK a se exilar em países vizinhos, como o Líbano, a Síria e o Iraque. Em resposta, por um longo período, o PKK se preparou para uma insurgência contra o Estado Turco, que estourou a partir de bases no Iraque em 1984; assim lançando uma campanha armada contra o governo da Turquia que dura até hoje. O grupo começou a realizar ataques frequentes, tanto no território turco quanto em outras partes do mundo, dirigidos a instalações e funcionários do governo, bem como a turcos e curdos que viviam nas regiões curdas do país. As ações do PKK incluíram atos terroristas e operações de guerrilha, com alvos variando de diplomatas a missões estrangeiras turcas. Em seu auge, o PKK pode ter tido cerca de 10 a 15 mil militantes em seu efetivo, que hoje não ultrapassa 5 mil. De acordo com a International Crisis Group, o conflito curdo-turco, intensificado com a entrada do insurgente PKK em 84, causou aproximadamente mais de 40 mil mortes até 1999.
O confronto entre o PKK e o governo turco resultou em um estado de guerra assimétrica no leste da Turquia durante as décadas de 1980 e 1990. No decorrer deste período, o governo turco conduziu diversas operações militares contra bases do PKK, tanto no território turco quanto nas chamadas Zonas de exclusão aérea no Iraque, estabelecidas após a Guerra do Golfo Pérsico em 91. Inicialmente, os ataques eram aéreos, mas, posteriormente, também envolviam tropas terrestres. Essas operações no Iraque faziam parte das intervenções turcas contra o PKK no conflito curdo-iraquiano e na Guerra Civil Curda no Iraque, conflitos cujo grupo curdo era beligerante. Os objetivos da Turquia nessas intervenções eram destruir unidades do PKK no norte do Iraque, fortalecer o Partido Democrático do Curdistão (PDK) em sua Guerra Civil em curso contra a União Patriótica do Curdistão (PUK), apoiado pelo PKK, na esperança de que o Partido Democrático do Curdistão (PDK) impediria novas incursões do PKK na Turquia, e combater a influência iraniana na região. No curso da guerra civil curda, por exemplo, ocorreram a Operação Aço de 1995 e a Operação Martelo de 1997 que pretendiam acabar com a influência do PKK sobre o Curdistão Iraquiano. Ao final dos conflitos, o PKK havia sofrido grandes baixas em seu contingente e perda de influência, mas permaneceu firme com suas bases no norte do Iraque.
Em fevereiro de 1999, Abdullah Öcalan foi capturado pela inteligência turca em Nairóbi, no Quênia, e levado à Turquia, após muita perseguição internacional em diversos países. Em junho do mesmo ano, ele foi julgado e condenado à morte por traição. Contudo, após a abolição da pena de morte na Turquia em 2002, sua sentença foi convertida para prisão perpétua em outubro do mesmo ano.

### Mudanças e Negociações
Nos anos 1990, o PKK começou a mudar sua abordagem estratégica. O grupo passou a se distanciar do objetivo de uma independência total, voltando-se para a luta por maior autonomia e tratamento igualitário para os curdos dentro do território turco. Abdullah Öcalan, em particular, começou a promover uma nova teoria social que rejeitava a ideia de um estado-nação curdo como solução para os problemas da população curda. Ele defendia, em vez disso, a auto administração local como um caminho mais viável. Essa mudança de foco se tornou mais clara após a prisão de Öcalan, em 1999, quando o PKK reduziu significativamente suas atividades militares e ele fez tentativas ativas de reestruturar a imagem do grupo, além de elaborar uma nova ideologia para o partido, nomeada de confederalismo democrático, assim deturpando parte do caráter Marxista inicial do grupo. No entanto, os ataques de guerrilha foram retomados em 2004. O PKK foi responsabilizado por uma série de novos ataques no sudeste da Turquia nos anos seguintes.
Em outubro de 2007, o parlamento turco aprovou uma resolução que autorizava operações militares contra alvos do PKK na fronteira com o Iraque por um período de um ano. Em dezembro de 2007, uma série de ataques foi iniciada, culminando em uma incursão terrestre em fevereiro de 2008. A partir de 2009, autoridades turcas e líderes do PKK começaram a realizar conversações secretas para explorar opções de paz. As negociações, no entanto, foram prejudicadas depois que o PKK executou um ataque em julho de 2011 que matou 13 soldados turcos. Contudo, as autoridades turcas continuaram a prender membros de partidos políticos curdos legais, sob acusações de pertencimento ou envolvimento com o PKK.
Em 2012, uma nova rodada de negociações foi anunciada, mostrando-se inicialmente mais promissora do que as anteriores. Em março de 2013, o PKK libertou oito reféns turcos, e Abdullah Öcalan, ainda sob custódia, declarou um cessar-fogo que durou mais de dois anos. Durante esse período, o governo turco manteve diálogos com o PKK, mas a situação regional começou a se deteriorar; principalmente durante a Guerra Civil Síria, na qual o governo turco atacou posições curdas enquanto os dois lutavam contra o crescimento do Estado Islâmico (ISIS). Porém a trégua de 2013 teve seu fim em 20 de julho de 2015, quando houve um ataque suicida, conhecido como Atentado de Suruç, na cidade de Suruç, Turquia, que matou 34 militantes pró-curdos, e dois dias depois, o PKK matou dois policiais turcos. Essa guerra na Síria também desencadeou um novo vácuo de poder na região, levando grupos curdos sírios alinhados ao PKK, como as Forças Democráticas Sírias, a estabelecer autogoverno em grandes áreas no nordeste do país, assim formando um Curdistão Sírio de facto autônomo, que por consequência aumentou as preocupações turcas.

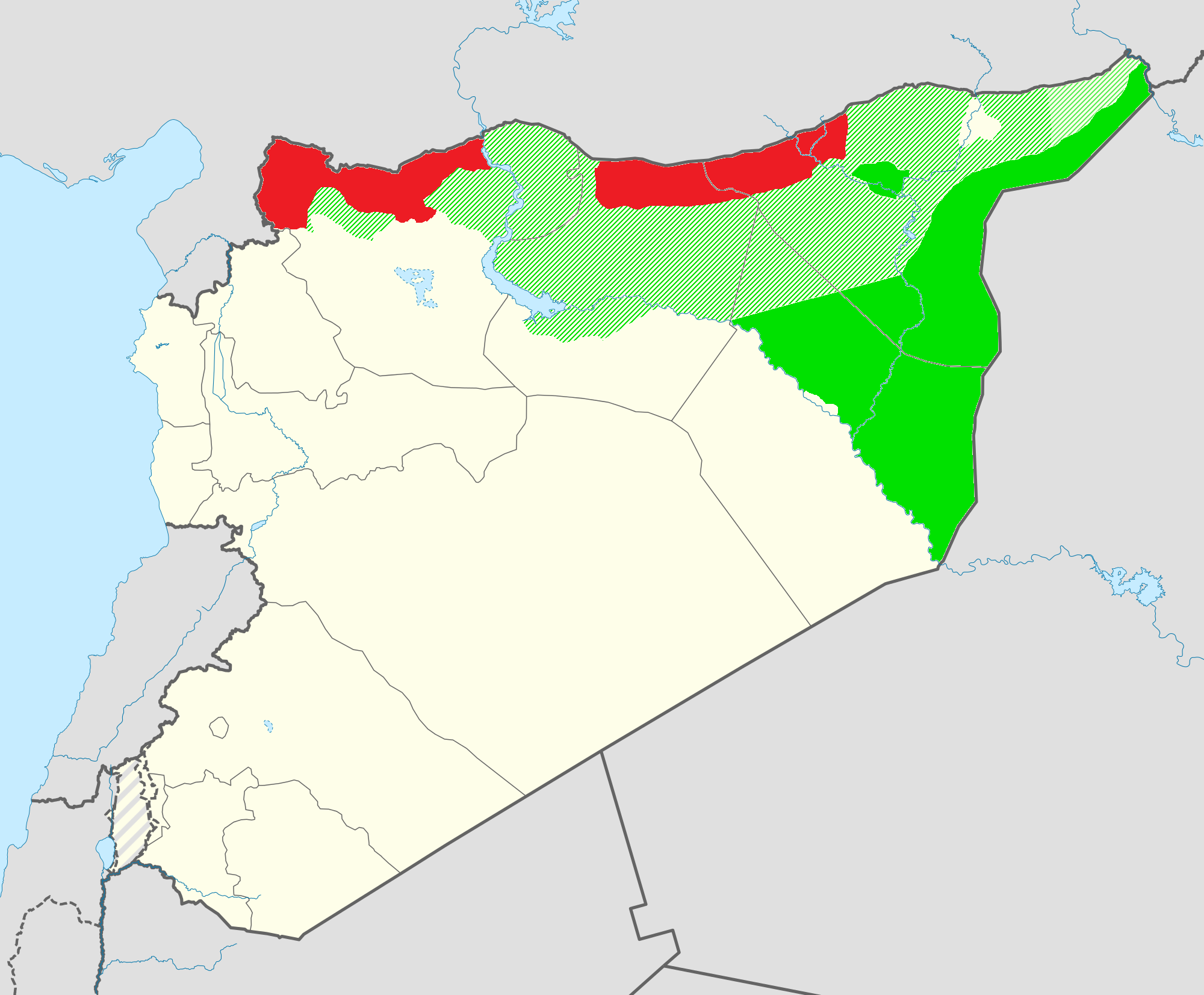
Curdistão Sírio/Rojava: Território controlado pelas Forças Democráticas Sírias (verde), território reivindicado (verde claro), Afrin ocupado pela Turquia (vermelho) em outubro de 2018

Após uma tentativa fracassada de golpe militar na Turquia em julho de 2016, o governo turco usou isso de pretexto para intensificar a repressão contra o PKK e outros opositores internos. A Turquia também lançou uma ofensiva militar no noroeste da Síria no mês seguinte, com o objetivo de evitar que militantes curdos se aproximassem de suas fronteiras e para impedir a expansão das forças curdas alinhadas ao PKK na Síria para o oeste. Nos anos seguintes, a Turquia manteve uma presença militar ativa no noroeste da Síria e continuou a realizar ataques periódicos contra o PKK e seus aliados, tanto no território sírio quanto no Iraque. E o PKK, nesse mesmo tempo, prosseguiu executando atentados terroristas contra civis, militares e estruturas turcas, principalmente em 2016.

### Dissolução
Em 12 de maio de 2025, o Partido dos Trabalhadores do Curdistão (PKK) anunciou oficialmente sua dissolução, encerrando mais de quatro décadas de conflito armado com o Estado turco. O grupo, que lutava por maior autonomia para os curdos, foi responsável por um conflito que causou mais de 40 mil mortes. A decisão foi tomada durante o 12º congresso do PKK, realizado na fronteira entre o Iraque e o Irã, em resposta a um apelo de seu líder histórico, Abdullah Öcalan, preso desde 1999, que defendeu o fim da luta armada e a transição para uma atuação política democrática.
O governo turco saudou a medida como um marco para o início de uma nova era de paz. O processo de desarmamento será supervisionado pelos serviços de inteligência turcos, com pontos de entrega de armas na Turquia, Síria e Iraque. Membros sem envolvimento em crimes graves poderão ser reintegrados à sociedade, enquanto líderes poderão buscar asilo em países terceiros. Analistas apontam que a decisão foi influenciada por mudanças geopolíticas e pelo enfraquecimento do apoio externo ao grupo.
O PKK anunciou sua dissolução em comunicado divulgado pela agência Firat. A decisão seguiu as orientações de Abdullah Öcalan, seu líder histórico, e baseou-se na avaliação de que o grupo já havia cumprido sua "missão histórica" e que a causa curda poderia agora ser conduzida por meios democráticos. Segundo Duran Kalkan, um dos principais comandantes, o encerramento da luta armada visa abrir caminho para "novas oportunidades".
O anúncio ocorreu após o 12º congresso do PKK, realizado secretamente entre os dias 5 e 7 de maio de 2025, na fronteira entre o Iraque e o Irã, onde se localizam suas principais bases. O encontro foi dividido entre duas áreas e contou com a participação de 232 delegados, que aprovaram as decisões por unanimidade. Conhecido por sua estrutura hierárquica e inspiração maoísta, o PKK historicamente suprimiu dissidências internas por meio de expurgos e assassinatos. Durante o congresso, Öcalan teria enviado mensagens por telefone, conforme reportado por meios curdos.

## Atentados

### Ataque à sede da TUSAS (2024)

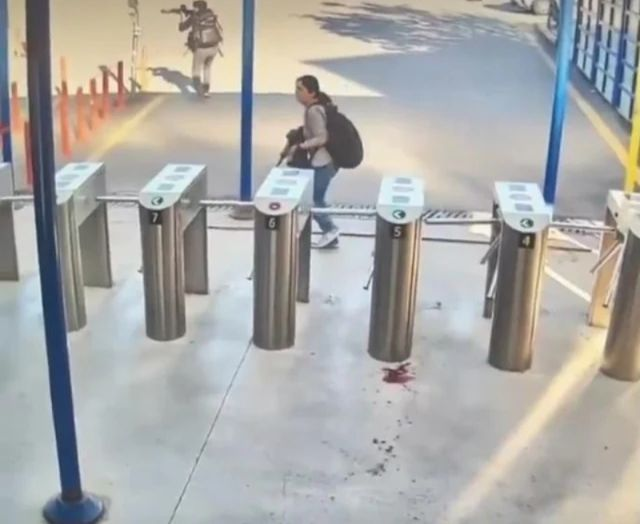
Autores do atentado ocorrido na sede da TUSAS capturados por câmera de segurança local.

No dia 23 de outubro de 2024, ocorreu um atentado à sede de uma importante empresa de defesa em Ancara, na Turquia, que matou pelo menos cinco pessoas e deixou outras 22 feridas. A Turquia, pouco tempo após o atentado terrorista, atribuiu o ataque ao Partido dos Trabalhadores do Curdistão (PKK) e, em retaliação, lançou uma série de ataques aéreos em locais suspeitos de serem usados pelo grupo militante no norte do Iraque, bem como por seus afiliados no norte da Síria. Na noite de 23 de outubro, as forças turcas atingiram 29 alvos no norte do Iraque e 18 no norte da Síria, resultando na morte de 59 militantes curdos, segundo o Ministério da Defesa da Turquia. O ministro da Defesa, Yasar Guler, afirmou que os ataques aéreos faziam parte da resposta ao atentado em Ancara.
As Forças Democráticas Sírias (FDS), que recebem apoio dos Estados Unidos e são acusadas pela Turquia de serem um ramo da PKK, relataram que os bombardeios turcos no norte e leste da Síria resultaram na morte de 12 civis, incluindo duas crianças, e deixaram 25 pessoas feridas. A FDS alegou também que, além das áreas residenciais, as forças turcas alvejaram usinas de energia, instalações de petróleo e postos de controle das Forças de Segurança Interna, utilizando caças e drones. A Turquia, um dia depois do ataque (24), identificou os dois autores do atentado terrorista e garantiu que eram combatentes curdos do PKK.
Um grupo militante curdo reivindicou, na sexta-feira (25 de outubro), a responsabilidade pelo atentado na Turquia que matou cinco pessoas. Em comunicado, a ala militar do PKK afirmou que o ataque, realizado na quarta-feira (23) nas instalações da empresa aeroespacial e de defesa TUSAS, foi conduzido por dois membros de seu "Batalhão Imortal" em resposta aos "massacres" e outras ações da Turquia nas regiões curdas.
O atentado ocorreu um dia após o chefe do partido de extrema direita MHP, que pertence à coalizão governista de Erdogan, convidar o líder preso do PKK, Abdullah Ocalan, para discursar no parlamento para anunciar a dissolução de seu movimento.

## Atividades na Europa
O PKK tem uma histórica rede de apoio formada na Europa que sustenta o funcionamento do grupo no Oriente Médio, desde meios midiáticos até campos de treinamento de militantes. O epicentro que mantém essa rede em operação são as comunidades da diáspora curda no continente, principalmente na Alemanha, Áustria, Suécia, Grécia e países do Benelux, onde estão localizados grandes concentrações curdas. Inclusive, existem evidências de um imposto, cobrado pelo partido ou seus apoiadores, sobre a comunidade curda europeia para financiar o grupo. Em 2020, na França, uma investigação acerca do desaparecimento de duas mulheres curdas, provavelmente levadas para campos de treinamento em outra parte da Europa, levou a polícia a descobrir uma rede curda em Marselha que coletava impostos para financiar o PKK. Com o avançar das investigações, ao grampear as ligações telefônicas dos "publicanos" curdos, se descobriu casos de extorsão mediante ameaça física e social para quem não pagasse o tributo. Segundo os investigadores, a "kampanya", como era chamado o imposto, era pago voluntariamente por alguns, mas por outros era visto como uma "obrigação" causada pelo medo de sofrer "ostracismo" da comunidade ou represálias. Os investigadores estimam que, anualmente, cerca de dois milhões de euros (equivalente a US$ 2,2 milhões) sejam arrecadados no sudeste da França. Ao final do processo em 2023, 11 curdos-turcos foram condenados por extorsão e "financiamento de terrorismo".

### Na Alemanha

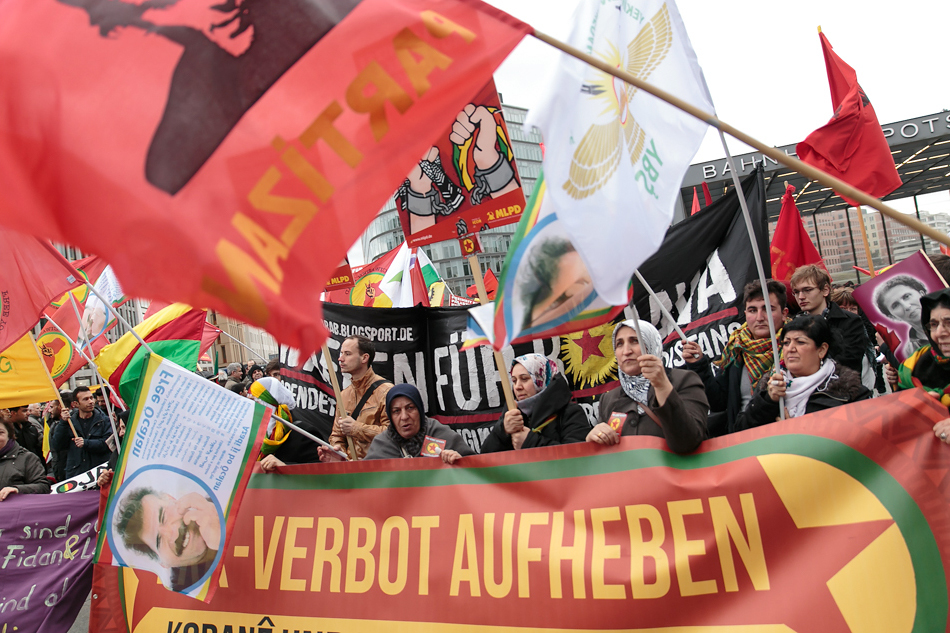
Protesto pela liberdade de Öcalan, na Alemanha, em 21 de janeiro de 2015.

O PKK pode contar com um forte apoio da diáspora europeia curda, notadamente da diáspora na Alemanha. Contudo, depois que simpatizantes do PKK lançaram uma onda de ataques incendiários contra instituições turcas e agências de viagem na Alemanha, o grupo foi declarado uma organização terrorista em 1993. Mas o partido continuou sua luta em solo alemão, sendo responsabilizado por cerca de 300 incêndios em 1995.
Com mais de 1 milhão de curdos e 2 milhões de turcos na Alemanha, os embates entre esses grupos são comuns, principalmente em épocas de manifestação curda no país. Variados atos de violência já ocorreram nas últimas décadas, que vão desde destruição de estruturas até agressão física e verbal.
A Roj TV, uma emissora curda com sede na Dinamarca, foi proibida de operar na Alemanha em 2008 após acusações de vínculos com o Partido dos Trabalhadores do Curdistão (PKK), classificado como organização terrorista pelo governo alemão. O então Ministro do Interior, Wolfgang Schäuble, alegou que a emissora servia como porta-voz do PKK, promovendo sua propaganda e apoiando suas atividades. Em resposta, autoridades alemãs realizaram buscas em escritórios ligados à emissora e impuseram a proibição. A decisão provocou protestos de comunidades curdas na Europa, que criticaram a medida como uma tentativa de suprimir a liberdade de expressão e marginalizar vozes críticas. A Turquia acusa a Roj TV de ser uma organização midiática de propaganda do PKK.
Em 2019, a Alemanha muda lei para revogar cidadania alemã de pessoas com dupla cidadania que se unissem a organizações consideradas terroristas, como o Estado Islâmico e o Partido dos Trabalhadores do Curdistão.
Costantemente as forças policiais alemãs precisam intervir nas manifestações pró-PKK, pois, além de ser proibido o uso de símbolos de organizações terroristas, também é recorrente depredações por parte dos manifestantes.

### Nos Países do Benelux(Bélgica, Holanda e Luxemburgo)

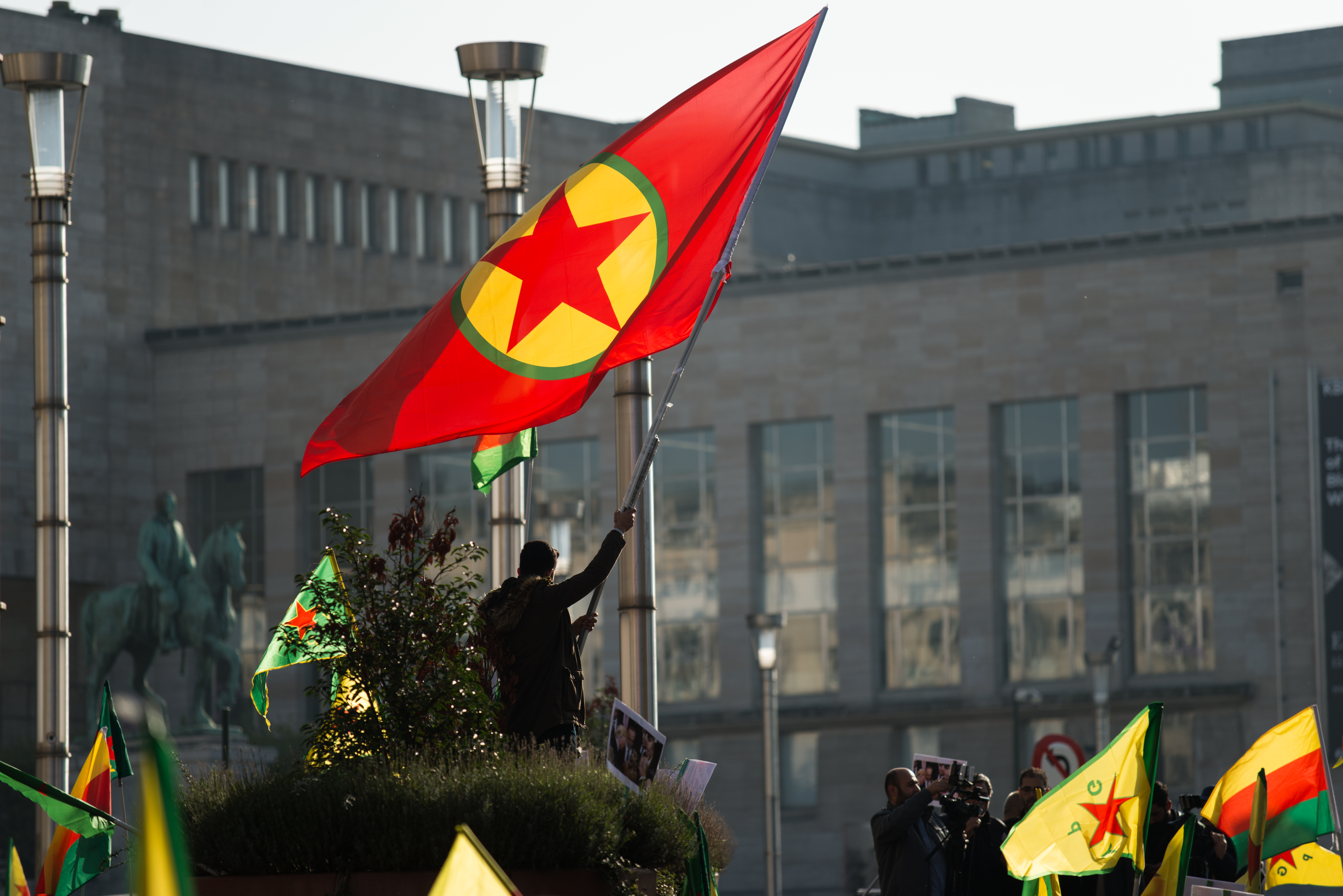
Homem segurando a bandeira do PKK em um comício pró-curdo em Bruxelas, Bélgica, no ano de 2019.

Em 2009, na cidade de Liempde, Holanda, a polícia invadiu um suposto campo de treinamento do PKK e prendeu 29 pessoas suspeitas, outras 4 foram presas em outros locais. O PKK é banido da Holanda desde 2007.
Em 2012, após denúncias do serviço de inteligência, a polícia holandesa invadiu uma reunião de lideranças do PKK europeu e 55 foram detidos para interrogatório. A promotoria acrescentou o fato do PKK recrutar jovens curdos na Holanda para sua luta armada contra o exército turco.